# Mannophryne venezuelensis
Espèce
Statut de conservation UICN

 NT  : Quasi menacé
Mannophryne venezuelensis est une espèce d'amphibiens de la famille des Aromobatidae.

## Répartition
Cette espèce est endémique de l'État de Sucre au Venezuela. Elle se rencontre dans la péninsule de Paria, du niveau de la mer jusqu'à 600 m d'altitude.

## Description
Mannophryne venezuelensis mesure jusqu'à 19,4 mm pour les mâles et jusqu'à 21,5 mm pour les femelles.

## Taxinomie
Cette espèce a longtemps été considérée comme une population continentale de Mannophryne trinitatis mais s'en distingue notamment par sa taille plus petite, une coloration différente, un cri d'appel composé d'une simple note modulée en fréquence et des différences génétiques.

## Étymologie
Son nom d'espèce, composé de venezuel[a] et du suffixe latin -ensis, « qui vit dans, qui habite », lui a été donné en référence au lieu de sa découverte.

## Publication originale
- Manzanilla, Jowers, La Marca & García-París, 2007 : Taxonomic reassessment of Mannophryne trinitatis (Anura: Dendrobatidae) with a description of a new species from Venezuela. Herpetological Journal, vol. 17, no 1, p. 31-42 (introduction).